# Hans-Martin Stier

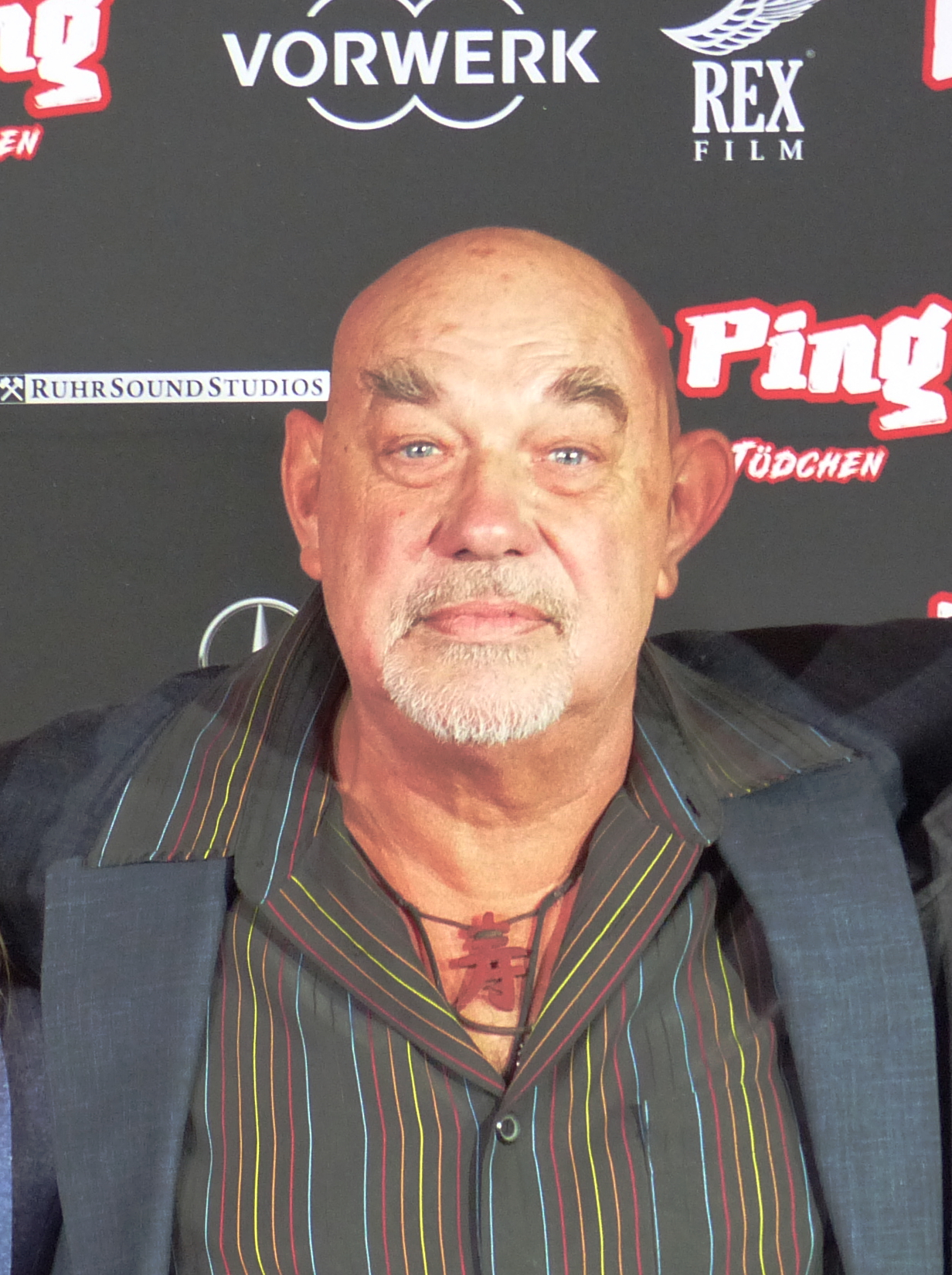
Hans-Martin Stier bei der Deutschlandpremiere von King Ping, in Wuppertal, am 29. Oktober 2013.

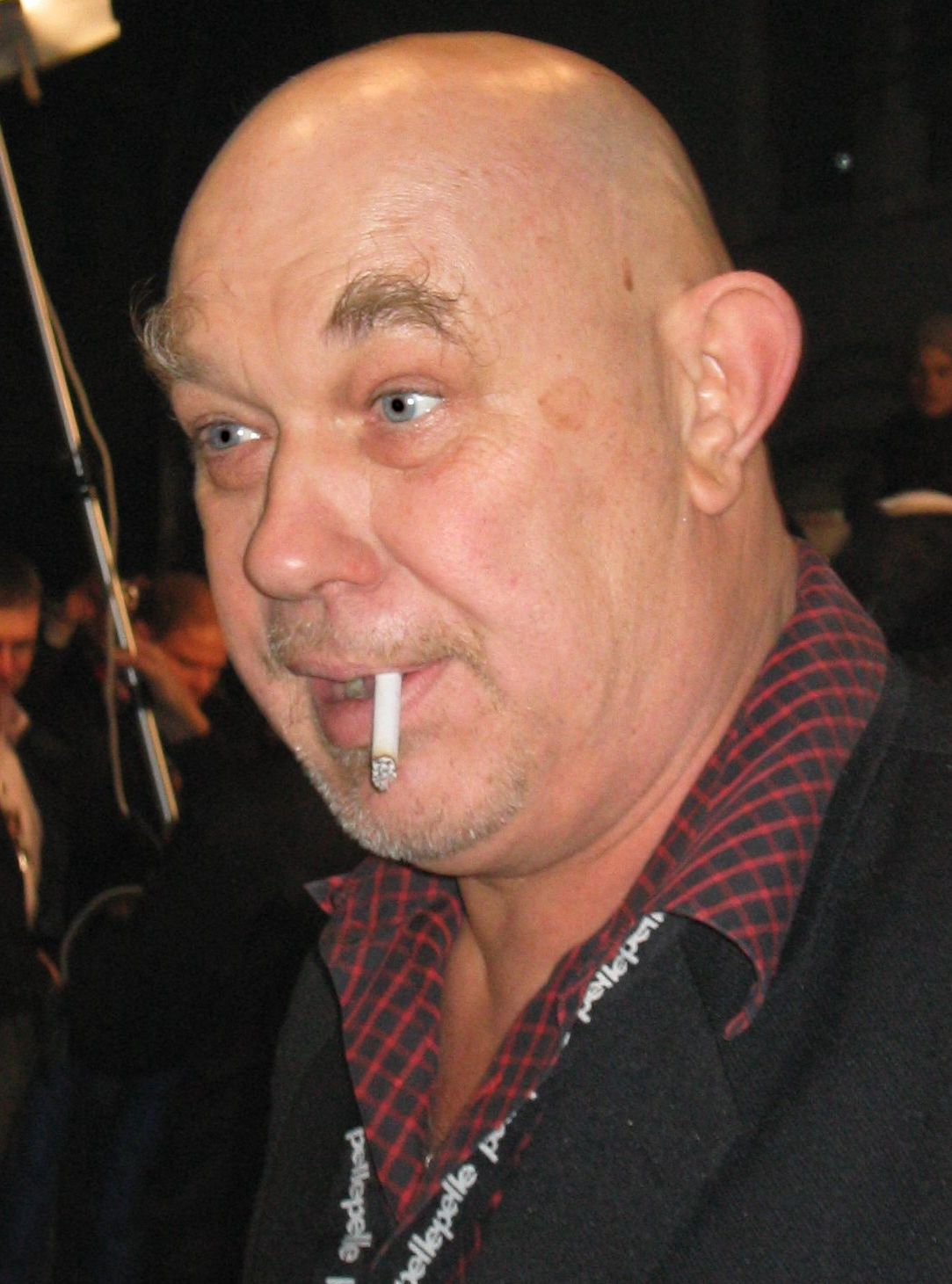
Hans-Martin Stier am 14. Januar 2006 bei der Premiere von Goldene Zeiten

Hans-Martin Stier (* 29. September 1950 in Bad Ems) ist ein deutscher Schauspieler und Sänger.

## Biografie
Im Alter von siebzehn Jahren ging Stier zur Handelsmarine. 1973 kam er nach Münster, um Sozialpädagogik zu studieren. Dort engagierte er sich bald in der linksalternativen Studentenszene der Stadt. 1978 wurde er Frontmann und Sänger der Törner Stier Crew, die 1979 den Nachwuchswettbewerb der Deutschen Phono-Akademie gewann. Obwohl 1982 aufgelöst, kommt die Band bis heute zu gelegentlichen Reunion-Konzerten zusammen, so z. B. im August 2011 für einen Auftritt beim Wacken Open Air.
Hans-Martin Stier zog nach Berlin und nahm privaten Schauspielunterricht. Es folgten Engagements an Theatern in Berlin (Renaissance-Theater, Freie Volksbühne) und in Hamburg (Deutsches Schauspielhaus). Er stand unter anderem als John Proctor in Hexenjagd, als Tobias Rülp in Shakespeares Was ihr wollt und als Dr. Scott in der Rocky Horror Show auf der Bühne.
Mitte der 1980er Jahre wurden Film und Fernsehen auf den bulligen Mimen aufmerksam. Eine seiner ersten Kinorollen spielte Stier 1987 in Wim Wenders’ Spielfilm Der Himmel über Berlin. Zunächst wurde er oft auf den Part des Bösewichts festgelegt, aber bald erkannten die Regisseure auch sein komödiantisches Talent und seine Qualitäten als Charakterdarsteller.
Im Kino war Stier seither meist in prägnanten Nebenrollen zu sehen, etwa in Detlev Bucks Kassenschlager Wir können auch anders … (1992), in Peter Thorwarths Ruhrpott-Komödie Was nicht passt, wird passend gemacht oder im Jugenddrama Fickende Fische (2002) als Vater eines HIV-positiven Jungen. International machte er unter anderem als General im Kriegsfilm Duell – Enemy at the Gates (2001) auf sich aufmerksam.
Seit Mitte der 1990er steht Hans-Martin Stier zunehmend für TV-Serien und -Krimis vor der Kamera, oft in wiederkehrenden Rollen. Dabei reicht sein Spektrum von der ZDF-Krimireihe Ein Fall für zwei (als Kommissar Reuter) über die ProSieben-Arztserie Klinikum Berlin Mitte (als Professor Bischoff) bis zur Sat.1-Comedy Hausmeister Krause (als Dackelclub-Präsident Göbel). Von 2003 bis 2012 spielte er Ben Schneider, den Vorgesetzten der SOKO Köln, in der gleichnamigen Serie des ZDF.
2007 gründete er mit Charlie Steinberg, Walter Stöver (beide Törner Stier Crew), Lee C. Pinsky (der SoundMetZger) und Tom Günzel die Band „Kahle Mönche“, die sich 2009 in „Stier“ umbenannt hat.
Stier lebt, nach einer langen Zeit in Berlin, mit Frau und Kindern in Bergisch Gladbach.

## Filmografie (Auswahl)
- 1987: Der Himmel über Berlin (Regie: Wim Wenders)
- 1991: Superstau (Fernsehfilm) Regie: Manfred Stelzer
- 1992: Der Papagei (Regie: Ralf Huettner)
- 1993: Wir können auch anders … (Regie: Detlev Buck)
- 1993: Tatort: Tod einer alten Frau (Fernsehreihe)
- 1993: Tatort: Berlin – beste Lage
- 1993, 1996: Wolffs Revier (Fernsehserie, verschiedene Rollen, 2 Folgen)
- 1994: Lemgo (Fernsehfilm, Regie: Jörg Grünler)
- 1994: Tatort: Geschlossene Akten (Regie: Matti Geschonneck)
- 1994: Angst (Fernsehfilm)
- 1994: Tatort – Die Sache Baryschna
- 1994: Voll normaaal
- 1994: Julie Lescaut (Fernsehserie, 1 Folge)
- 1995: Flirt (Regie: Hal Hartley)
- 1995: Wilsberg: Und die Toten lässt man ruhen (Fernsehreihe)
- 1995: Polizeiruf 110: Über Bande (Fernsehreihe, Regie: Manfred Stelzer)
- 1995: Polizeiruf 110: Taxi zur Bank (Regie: Manfred Stelzer)
- 1995: Polizeiruf 110: Alte Freunde (Regie: Markus Imboden)
- 1995: The Viking Sagas (Regie: Michael Chapman)
- 1995: Rosemarie Nitribitt – Tod einer Edelhure (Regie: Gunther Scholz)
- 1995: Risiko Null (Fernsehfilm, Regie: Roland Suso Richter)
- 1995–2000: Balko (Fernsehserie, verschiedene Rollen, 3 Folgen)
- 1995–2007: Ein Fall für zwei (Fernsehserie, verschiedene Rollen, 12 Folgen)
- 1996: Natascha – Wettlauf mit dem Tod (Fernsehfilm, Regie: Bernd Böhlich)
- 1996: Der letzte Kurier (TV-Zweiteiler, Regie: Adolf Winkelmann)
- 1996: Küstenwache (Fernsehserie, Folge Der Schleuser)
- 1996: Polizeiruf 110: Gefährliche Küsse (Regie: Manfred Stelzer)
- 1996: Star Command (Fernsehfilm, Regie: Jim Johnsten)
- 1997, 2000: Der Fahnder (Fernsehserie, verschiedene Rollen, 2 Folgen)
- 1997: Die Unschuld der Krähen (Fernsehfilm, Regie: Horst Sczerba)
- 1997: Die Feuerengel (Fernsehserie, 13 Folgen)
- 1997: Das Amt (Fernsehserie, Folge Das Gerücht)
- 1997: Tatort: Akt in der Sonne
- 1998: SOKO München (Fernsehserie, Folge Tod nach Schulschluss)
- 1999: Rosa Roth – Wintersaat (Fernsehreihe)
- 1999: Die Bademeister (Fernsehfilm, Regie: Martin Walz)
- 1999: Downhill City (Regie: Hannu Salonen)
- 1999: Polizeiruf 110: Schellekloppe
- 1999: Der Solist – Kein Weg zurück
- 1999–2007: Hausmeister Krause – Ordnung muss sein (Fernsehserie, 38 Folgen)
- 2000: Der Schnapper: Ein Toter kehrt zurück (Fernsehfilm, Regie: Peter F. Bringmann)
- 2000–2002: Klinikum Berlin Mitte – Leben in Bereitschaft (Fernsehserie, 19 Folgen)
- 2001: Duell – Enemy at the Gates (Regie: Jean-Jacques Annaud)
- 2002: Hochbetrieb (Kurzfilm, Regie: Andreas Krein)
- 2002: Fickende Fische (Regie: Almut Getto)
- 2002: Feuer, Eis & Dosenbier (Regie: Mathias Dinter)
- 2002: Was nicht passt, wird passend gemacht (Regie: Peter Thorwarth)
- 2002: Edel & Starck (Fernsehserie, Folge Mann am Steuer, ungeheuer!)
- 2003: Tatort: Schattenlos
- 2003–2012: SOKO Köln (Fernsehserie, 96 Folgen)
- 2004: Der Job seines Lebens 2 – Wieder im Amt (Fernsehfilm, Regie: Hajo Gies)
- 2004: Tristan & Isolde (Regie: Kevin Reynolds)
- 2006: Goldene Zeiten (Kinofilm, Regie: Peter Thorwarth)
- 2006: Großstadtrevier (Fernsehserie, Folge Wahre Liebe)
- 2008: Highroller und Tank[2]
- 2008: Stella und der Stern des Orients (Regie: Erna Schmidt)
- 2010: Neue Vahr Süd (Regie: Hermine Huntgeburth)
- 2011: Vorstadtkrokodile 3 (Regie: Wolfgang Groos)
- 2011: Eine Insel namens Udo (Regie: Markus Sehr)
- 2011: Der Preis (Regie: Elke Hauck)
- 2012: Schleuderprogramm
- 2013: Alarm für Cobra 11 – Die Autobahnpolizei (Fernsehserie, Folge Geld regiert die Welt, Regie: Axel Sand)
- 2013: King Ping – Tippen Tappen Tödchen (Regie: Claude Giffel)
- 2014: In aller Freundschaft (Fernsehserie, Folge 634 Entscheidung fürs Leben, Regie: Frank Gotthardy)
- 2014: Besondere Schwere der Schuld
- 2014: Grand Budapest Hotel (Regie: Wes Anderson)
- 2014: Die Lichtenbergs – zwei Brüder, drei Frauen und jede Menge Zoff (Fernsehfilm, Regie: Matthias Tiefenbacher)
- 2015: Halbe Brüder (Regie: Christian Alvart)
- 2015: Sturm der Liebe (Fernsehserie, 6 Folgen)
- 2016: Böser Wolf – Ein Taunuskrimi (Fernsehreihe, Zweiteiler)
- 2016: Heldt (Fernsehserie, 2 Folgen)
- 2016: Jeder stirbt für sich allein
- 2017: Kundschafter des Friedens
- 2017: Morden im Norden (Fernsehserie, Folge Kurzschluss)
- 2017: Bettys Diagnose (Fernsehserie, Folge Glücksfälle)
- 2017: Rock My Heart
- 2017: Pastewka
- 2021: Extraklasse 2+ (Fernsehfilm, Regie: Matthias Tiefenbacher)
- 2022: Babylon Berlin
- 2023: Tatort: Des anderen Last

## Alben

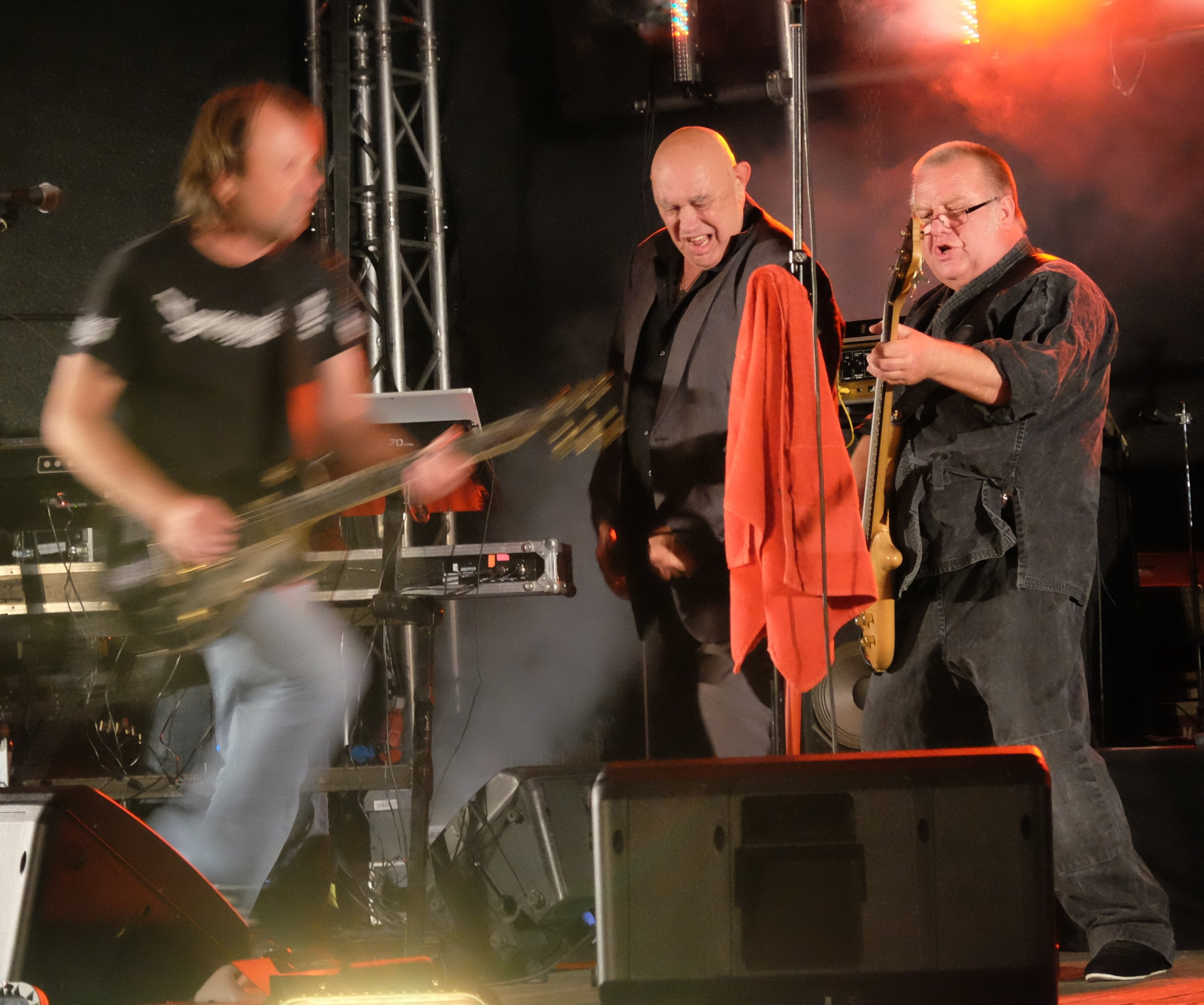
Stier 2017

Törner Stier Crew
- Ausbruch
- Monster, Blut & kleine Mädchen
- Blam Blam

Kahle Mönche
- tanzen!

STIER
- REDEN!
- Hart am Wind
- Geisterschiff

## Hörspiele
- 2013: Karlheinz Koinegg: Robin, der Reimer – Regie: Angeli Backhausen (WDR)
- 2024: Tove Jansson: Die Mumins (Hörspiel – WDR)[3]